# 圣斐诺小堂

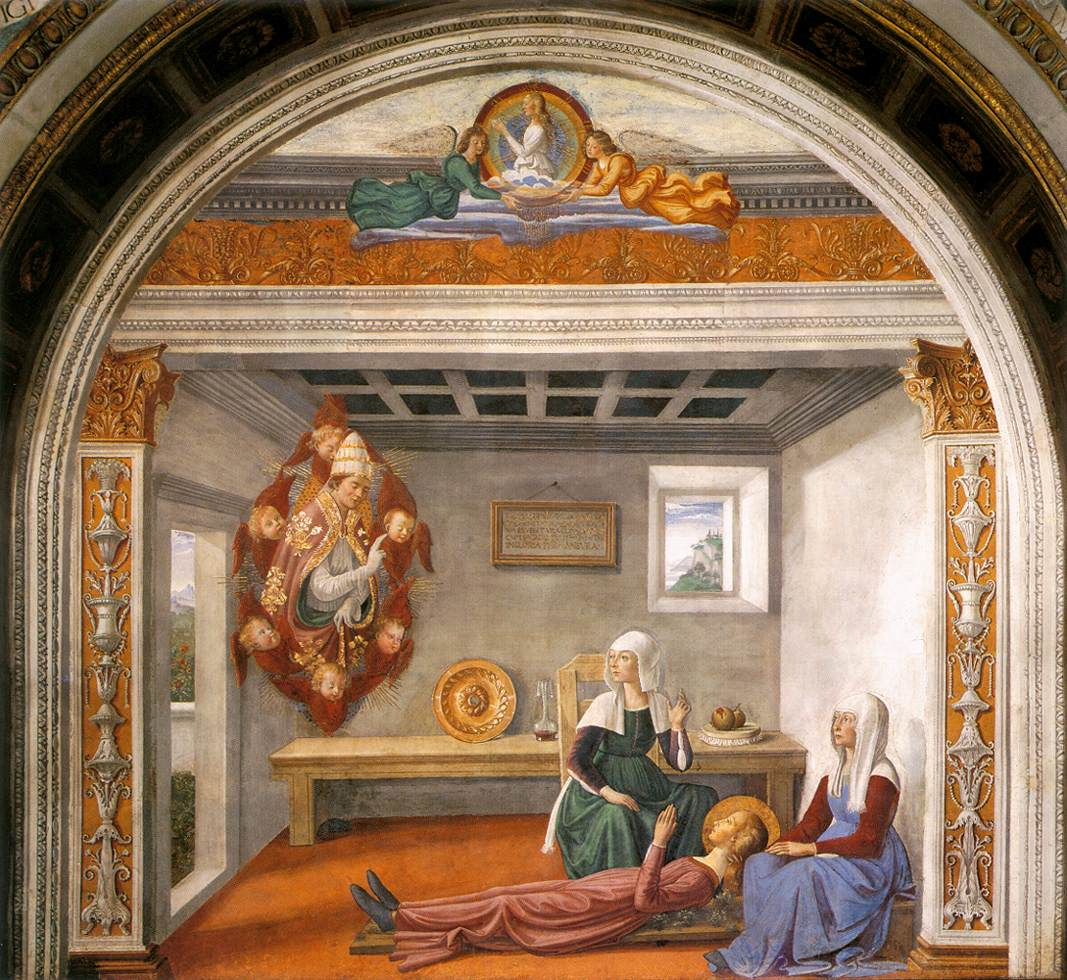
《宣布圣斐诺的死讯》

圣斐诺小堂（義大利語：Cappella di Santa Fina，英语：Saint Fina Chapel）是圣吉米尼亚诺圣母升天协同教堂右侧走道的一座小圣堂，位于意大利托斯卡纳圣吉米尼亚诺。小堂建于1468年，用于保存圣斐诺的圣髑。
小圣堂左右两侧的两幅湿壁画是佛罗伦萨画家多米尼哥·基兰达奥的作品，绘于1477年至1478年9月，描绘圣斐诺一生中的两个场景。这两幅壁画是基兰达奥的最早的重要作品。
小堂右墙上的壁画描绘圣斐诺是一个金发少女，身穿粉红色连衣裙，躺在木板上祈祷，两侧陪伴的是她的乳母布勒蒂和波拿文图拉。教宗額我略一世出现在圣斐诺面前，由飞行的小天使环绕，宣布她的死讯，很快就要永远脱离疾病的困扰。根据传说，当她去世时，被紫罗兰覆盖，那是圣吉米尼亚诺在三月盛开的花朵。圣斐诺家装饰有格子天花板，色彩明亮，运用几何透视角度绘制。有一扇门开向玫瑰花园，还有一扇窗户，可以看到远处的城堡。后方的长凳下，有一只老鼠，据说圣斐诺是活着被老鼠和虫子吃掉而死。其他物品也都具有象征意义：石榴是皇室、生育、复活和教会合一的象征；；苹果是原罪的象征；酒指的是圣餐。

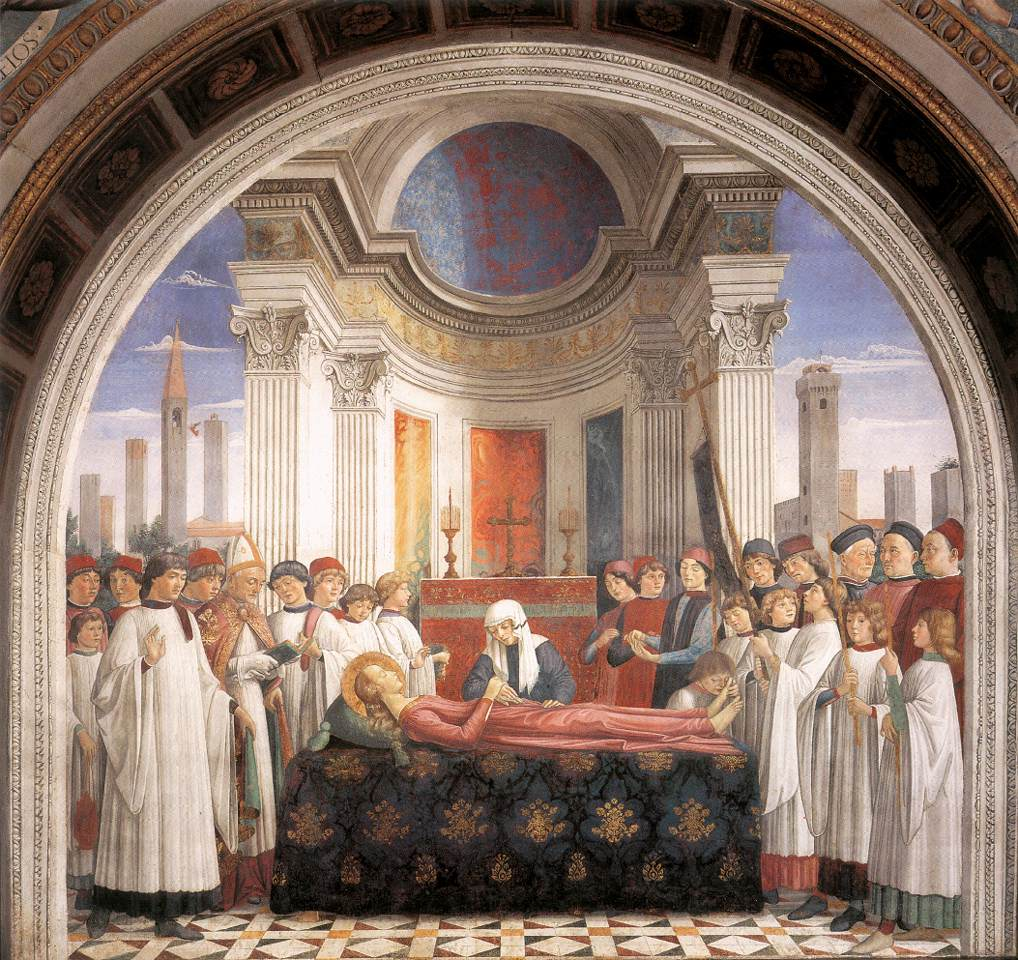
圣斐诺的葬礼